# ارین گامل
ارین گامل (به انگلیسی: Erin Gammel) (زادهٔ ۱۳ مارس ۱۹۸۰) شناگر اهل کانادا است.